# Lorenzo Carrascal Román
Lorenzo Carrascal Román (Pesquera de Duero, 8 de abril de 1932, † Palencia, 17 de diciembre de 2008). Sacerdote. Maestro de Capilla de la Catedral de Palencia desde 1959 hasta su jubilación, también fue profesor de la Escolanía San Francisco de los Padres Jesuitas; fundador y director del Coro del Círculo Mercantil de 1963 a 1967; fundador y director del Coro Rodríguez de Hita; y fundador y director de la Capilla Clásica de la Catedral. Fue autor de más de 180 composiciones vocales, instrumentales y mixtas, destacando el Himno a San Antolín y la Misa en Honor a San Antolín. Miembro de la Institución Tello Téllez de Meneses desde el 15 de febrero de 2008.